# Neuroleon (Neuroleon) lepidus
Neuroleon (Neuroleon) lepidus is een insect uit de familie van de mierenleeuwen (Myrmeleontidae), die tot de orde netvleugeligen (Neuroptera) behoort. 
Neuroleon (Neuroleon) lepidus is voor het eerst wetenschappelijk beschreven door Kolbe in 1897.